# Canoagem nos Jogos Olímpicos de Verão de 1972
A canoagem nos Jogos Olímpicos de Verão de 1972 foi realizada em Munique, na Alemanha Ocidental, com sete eventos de canoagem de velocidade e, pela primeira vez na história olímpica, quatro eventos de canoagem slalom.

## Eventos da canoagem
Masculino:

Velocidade:
 C-1 1000 metros | C-2 1000 metros | K-1 1000 metros | K-2 1000 metros | K-4 1000 metros

Slalom:
 C-1 | C-2 | K-1
Feminino:

Velocidade:
 K-1 500 metros | K-2 500 metros

Slalom:
 K-1

## Masculino

### Canoagem de velocidade

#### C-1 1000 metros masculino
| Pos. | País                     | Atletas         | Tempo   |
| ---- | ------------------------ | --------------- | ------- |
|      | Romênia (ROM)            | Ivan Patzaichin | 4:09.94 |
|      | Hungria (HUN)            | Tamás Wichmann  | 4:12.42 |
|      | Alemanha Ocidental (FRG) | Detlef Lewe     | 4:13.63 |

#### C-2 1000 metros masculino
| Pos. | País                  | Atletas                             | Tempo   |
| ---- | --------------------- | ----------------------------------- | ------- |
|      | União Soviética (URS) | Vladislavas Chessyunas Yuri Lobanov | 3:52.60 |
|      | Romênia (ROM)         | Ivan Patzaichin Serghei Covaliov    | 3:52.63 |
|      | Bulgária (BUL)        | Fedia Damianov Ivan Burtchin        | 3:58.10 |

#### K-1 1000 metros masculino
| Pos. | País                  | Atletas              | Tempo   |
| ---- | --------------------- | -------------------- | ------- |
|      | União Soviética (URS) | Aleksandr Shaparenko | 3:48.06 |
|      | Suécia (SWE)          | Rolf Peterson        | 3:48.35 |
|      | Hungria (HUN)         | Géza Csapó           | 3:49.38 |

#### K-2 1000 metros masculino
| Pos. | País                  | Atletas                             | Tempo   |
| ---- | --------------------- | ----------------------------------- | ------- |
|      | União Soviética (URS) | Nikolai Gorbachev Viktor Kratasyuk  | 3:31.23 |
|      | Hungria (HUN)         | József Deme János Rátkai            | 3:32.00 |
|      | Polônia (POL)         | Władysław Szuszkiewicz Rafał Piszcz | 3:33.83 |

#### K-4 1000 metros masculino
| Pos. | País                  | Atletas                                                      | Tempo   |
| ---- | --------------------- | ------------------------------------------------------------ | ------- |
|      | União Soviética (URS) | Yuri Filatov Yuri Stetsenko Vladimir Morozov Valeri Didenko  | 3:14.02 |
|      | Romênia (ROM)         | Aurel Vernescu Mihai Zafiu Roman Vartolomeu Atanase Sciotnic | 3:15.07 |
|      | Noruega (NOR)         | Egil Søby Steinar Amundsen Tore Berger Jan Johansen          | 3:15.27 |

### Canoagem slalom

#### C-1 masculino
| Pos. | País                     | Atletas         |
| ---- | ------------------------ | --------------- |
|      | Alemanha Oriental (GDR)  | Reinhard Eiben  |
|      | Alemanha Ocidental (FRG) | Reinhold Kauder |
|      | Estados Unidos (USA)     | James McEwan    |

#### C-2 masculino
| Pos. | País                     | Atletas                            |
| ---- | ------------------------ | ---------------------------------- |
|      | Alemanha Oriental (GDR)  | Walter Hofmann Rolf-Dieter Amend   |
|      | Alemanha Ocidental (FRG) | Hans-Otto Schumacher Wilhelm Baues |
|      | França (FRA)             | Jean-Louis Olry Jean-Claude Olry   |

#### K-1 masculino
| Pos. | País                    | Atletas         |
| ---- | ----------------------- | --------------- |
|      | Alemanha Oriental (GDR) | Siegbert Horn   |
|      | Áustria (AUT)           | Norbert Sattler |
|      | Alemanha Oriental (GDR) | Harald Gimpel   |

## Feminino

### Canoagem de velocidade

#### K-1 500 metros feminino
| Pos. | País                  | Atletas             | Tempo   |
| ---- | --------------------- | ------------------- | ------- |
|      | União Soviética (URS) | Yulia Ryabchinskaya | 2:03.17 |
|      | Países Baixos (NED)   | Mieke Jaapies       | 2:04.03 |
|      | Hungria (HUN)         | Anna Pfeffer        | 2:05.50 |

#### K-2 500 metros feminino
| Pos. | País                    | Atletas                                        | Tempo   |
| ---- | ----------------------- | ---------------------------------------------- | ------- |
|      | União Soviética (URS)   | Lyudmila Khvedosyuk-Pinaeva Ekaterina Kuryshko | 1:53.50 |
|      | Alemanha Oriental (GDR) | Ilse Kaschube Petra Grabowsky                  | 1:54.30 |
|      | Romênia (ROM)           | Maria Nichiforov-Mihoreanu Viorica Dumitru     | 1:55.01 |

### Canoagem slalom

#### K-1 feminino
| Pos. | País                     | Atletas              |
| ---- | ------------------------ | -------------------- |
|      | Alemanha Oriental (GDR)  | Angelika Bahmann     |
|      | Alemanha Ocidental (FRG) | Gisela Grothaus      |
|      | Alemanha Ocidental (FRG) | Magdalena Wunderlich |

## Quadro de medalhas da canoagem
| Ordem | País                   | Medalha de ouro | Medalha de prata | Medalha de bronze | Total |
| ----- | ---------------------- | --------------- | ---------------- | ----------------- | ----- |
| 1     | URS União Soviética    | 6               | 0                | 0                 | 6     |
| 2     | GDR Alemanha Oriental  | 4               | 1                | 1                 | 6     |
| 3     | ROM Romênia            | 1               | 2                | 1                 | 4     |
| 4     | FRG Alemanha Ocidental | 0               | 3                | 2                 | 5     |
| 5     | HUN Hungria            | 0               | 2                | 2                 | 4     |
| 6     | AUT Áustria            | 0               | 1                | 0                 | 1     |
| 6     | NED Países Baixos      | 0               | 1                | 0                 | 1     |
| 6     | SWE Suécia             | 0               | 1                | 0                 | 1     |
| 9     | BUL Bulgária           | 0               | 0                | 1                 | 1     |
| 9     | USA Estados Unidos     | 0               | 0                | 1                 | 1     |
| 9     | FRA França             | 0               | 0                | 1                 | 1     |
| 9     | NOR Noruega            | 0               | 0                | 1                 | 1     |
| 9     | POL Polônia            | 0               | 0                | 1                 | 1     |